# Andrena imitatrix
Andrena imitatrix là một loài Hymenoptera trong họ Andrenidae. Loài này được Cresson mô tả khoa học năm 1872. Nó được tìm thấy ở Bắc Mỹ.